# Janina Scarlet
Janina Scarlet é uma autora e psicóloga clínica norte-americana nascida na Ucrânia. Ela é conhecida por incorporar e utilizar referências da cultura pop no tratamento de pacientes.

## Vida pessoal
Scarlet nasceu e foi criada na Ucrânia numa família judia. Scarlet e a sua família sofreram com o desastre de Chernobyl. Quando criança, ela foi envenenada e sofreu de fortes enxaquecas e convulsões.  O anti-semitismo também se tornou predominante. A sua família então decidiu mudar-se secretamente para os Estados Unidos. Depois de uma série de exames ao longo de um ano, em 15 de setembro de 1995 eles desembarcaram na América.
Scarlet lutou com PTSD. Ela também foi intimidada pelas suas origens; por exemplo, ela foi insultada como radioativa. Alguns anos depois, depois de assistir X-men, ela ressoou com a sua personagem Storm. Ela foi inspirada pelas origens semelhantes de Storm que a fortaleceram como indivíduo e a levou a reescrever a sua história - de vítima a sobrevivente. Ela decidiu estudar psicologia para poder ajudar outras pessoas que também lutavam com o seu passado.

## Educação e carreira
Scarlet fez mestrado em psicologia no Brooklyn College. Em 2010, ela obteve o doutorado em neurociência e psicologia clínica pelo Graduate Center, CUNY. Ela obteve também um pós-doutorado na Alliant International University e concluiu a formação no Veterans Medical Research Center.
Ela tratou fuzileiros navais com PTSD no Veterans Medical Research Center. Lá, ela percebeu que muitos se identificavam com super-heróis - especialmente Super-homem - exceto que eles falharam. Scarlet uma vez perguntou a um paciente se o Super-homem tem vulnerabilidades, e ele respondeu Kryptonita; ela então perguntou se a criptonita tornava o Super-homem menos herói, e houve uma mudança na sua perspectiva. Foi um momento de mudança de vida que a fez apreender a alegoria de incorporar super-heróis no tratamento de problemas e distúrbios psicológicos.
Scarlet trabalhou como docente de pesquisa na Alliant International University de 2011–2017 e como psicóloga no Sharp Memorial Center de 2013–2017. Ela começou a trabalhar como Especialista Principal em Trauma do Centro de Gerenciamento de Stress e Ansiedade na Califórnia em 2012. Ela é especializada no tratamento de depressão, ansiedade, estresse, trauma e PTSD.